# 大成生化
大成生化科技集團有限公司 (港交所：0809)是一家在香港交易所上市的工業公司。主要業務是在中國研究、開發及製造玉米提煉產品及以玉米為原料的生化產品。公司是在1994年成立，並在2001年於香港交易所上市，總部設香港。它的母公司是長春大成集團，而旗下的大成糖業是最大製造玉米提煉產品之一。
大成生化曾于2021年入围全球食用增稠剂企业榜，在变性淀粉榜单中位列第二十。

## 相關連結
- 大成生化科技集團有限公司（页面存档备份，存于）